# Кюнхольд, Рудольф
Рудольф Кюнгольд (нем. Rudolf Kühnhold; 1903–1992) — немецкий физик-экспериментатор, известный разработкой радара.
Выходец из Шваллунгена в Майнингене, район Тюрингия, получил высшее образование в области физики в Геттингенском университете. После окончания с Phd. D. в физике в 1928 году занял должность в "Nachrichtenmittel-Versuchsanstalt" Военно-морского флота в Киле, где занимался акустическими исследованиями с целью повышения точности обнаружения судов. В 1931 году был назначен научным директором NVA.
В ходе исследований убедился, что требуемая точность обнаружения судов может быть достигнута только с помощью электромагнитных, а не акустических методов.
20 марта 1934 г. в гавани Киля впервые испытал радар.